# Insurrection de Grande-Pologne (1806)

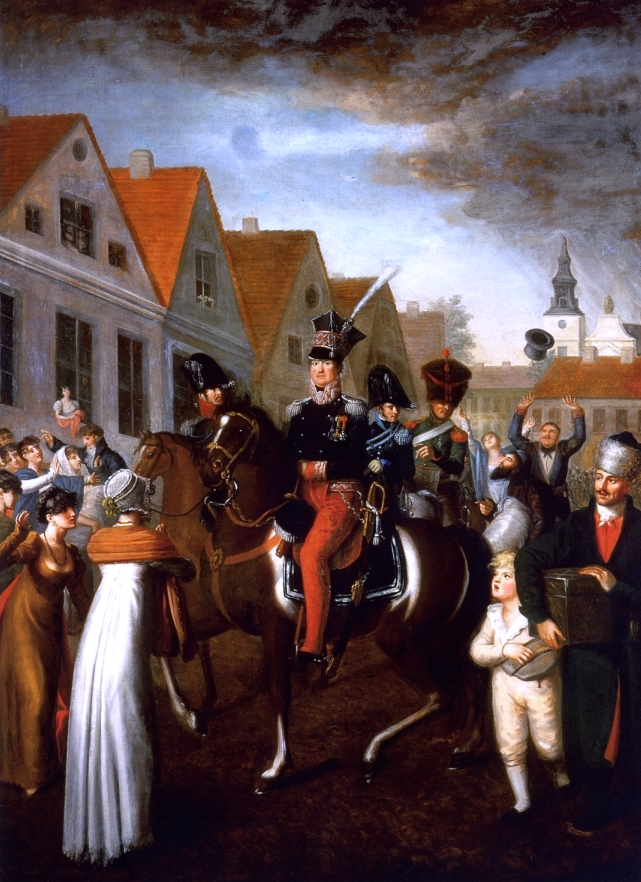
Entrée de Dąbrowski à Poznań

Pour les articles homonymes, voir insurrection de Grande-Pologne.
 (septembre 2016).
Si vous disposez d'ouvrages ou d'articles de référence ou si vous connaissez des sites web de qualité traitant du thème abordé ici, merci de compléter l'article en donnant les références utiles à sa vérifiabilité et en les liant à la section « Notes et références ».
L'insurrection de Grande-Pologne est une insurrection militaire polonaise qui a eu lieu en novembre 1806 dans la région de Wielkopolska, également connue sous le nom de Grande Pologne, contre les forces prussiennes d'occupation après les partitions de l'Union polono-lituanienne (république des Deux Nations) (1772-1795).
Le soulèvement a été organisé par le général Jean-Henri Dombrowski pendant la campagne française de Prusse et de Pologne pour aider l'avancée des forces napoléoniennes à libérer la Pologne de l'occupation prussienne. Le soulèvement de la Grande Pologne a été un facteur décisif qui a permis la formation du duché de Varsovie (1807) et l'inclusion de la Grande Pologne dans le duché de Varsovie.